# Drăndar
Drăndar (bulgariska: Дръндар) är ett distrikt i Bulgarien.   Det ligger i kommunen Obsjtina Suvorovo och regionen Varna, i den östra delen av landet, 400 km öster om huvudstaden Sofia.